# Яанимаа, Денер
Денер Яанимаа (эст. Dener Jaanimaa, род. 9 августа 1989 года, Таллин, Эстонская ССР) — эстонский гандболист, правый полусредний сборной Эстонии.

## Карьера
Начал заниматься гандболом в 10 лет. Первым профессиональным клубом Денера стал эстонский «Чоколэйт бойз» за который он выступал с 2007 по 2009 год. Затем гандболист перебрался в шведский «Линдесберг». Проведя два сезона в Скандинавии, Денер получил путевку в Бундеслигу, где выступал за следующие команды: «Ауэ», «Айзенах», «Гамбург» и «Киль», с которым дошел до «Финала четырех» Лиги чемпионов, а также за «Мельзунген» и «Любекке». С 2019 по 2020 год Денер играл в запорожском «Моторе». В 2020 году Денер Яанимаа перешел в ЦСКА. В 2021 году начал выступать за японский клуб «Дайдо Стиил».
Гандболист на постоянной основе вызывается в сборную Эстонии.

## Достижения
- Чемпион Украины — 2020